# (10972) Merbold
(10972) Merbold ist ein Asteroid des Hauptgürtels, der am 29. September 1973 von dem niederländischen Astronomenehepaar Cornelis Johannes van Houten und Ingrid van Houten-Groeneveld entdeckt wurde. Die Entdeckung geschah im Rahmen der 2. Trojaner-Durchmusterung, bei der von Tom Gehrels mit dem 120-cm-Oschin-Schmidt-Teleskop des Palomar-Observatoriums aufgenommene Feldplatten an der Universität Leiden durchmustert wurden, 13 Jahre nach Beginn des Palomar-Leiden-Surveys.
Der Asteroid wurde am 20. Mai 2008 nach dem deutschen Physiker und ehemaligen Astronauten Ulf Merbold (* 1941) benannt, der 1983 als zweiter Deutscher im All war und dies 1988 wiederholte. 1994 verbrachte er vier Wochen auf der russischen Raumstation Mir und ist damit bislang der einzige Deutsche mit drei Weltraumeinsätzen.